# Myiornis ecaudatus
La mosqueta colicorta (Myiornis ecaudatus), también denominada tirano enano colicorto (en Ecuador), tiranuelo colimocho (en Colombia), pico chato pigmeo descolado (en Venezuela), pico chato pigmeo sin cola o tirano-pigmeo de cola corta (en Perú), es una especie de ave paseriforme de la familia Tyrannidae perteneciente al género Myiornis. Es nativa de Sudamérica, en la cuenca amazónica, el escudo guayanés y las estribaciones nor-orientales de los Andes. No solo se trata del tiránido más pequeño, sino que además es el paseriforme más pequeño del mundo.

## Distribución y hábitat
La mosqueta colicorta se extiende por la mayor parte de la cuenca del Amazonas y el norte y centro de América del Sur. Está presente en el norte de Bolivia, norte y centro oeste de Brasil, este de Perú, sureste y centro de Colombia, este de Ecuador, sur y sureste de Venezuela, Guayana francesa, Guyana, Surinam y Trinidad y Tobago.
Es un ave sedentaria de las selvas húmedas densas, aunque ocasionalmente se encuentra en arboledas abiertas y alrededor de los árboles altos de los claros. Es localmente bastante común en la mayor parte de su área de distribución pero no es fácil de ver debido a su tamaño y su canto parecido al de las ranas. Hasta los 900 m de altitud.

## Descripción
La mosqueta colicorta es realmente un pájaro muy pequeño, de tamaño comparable con el de los pequeños colibríes. Mide una media de 6,5 cm y pesa unos 4,2 g. En cambio su pico negro y puntiagudo es desproporcionadamente largo, aunque también pequeño, para un pájaro de ese tamaño.  Su cabeza es gris y presenta bigoteras negruzcas y una pequeña mancha blanca entre los ojos y el pico. La espalda es de color verde oliváceo intenso y sus las alas son negruzcas. Su cola es cortísima y también oscura. Sus partes inferiores son blanquecino amarillentas con sombreados verdosos en pecho y flancos, y los bordes interiores de las plumas de vuelo son amarillos. Ambos sexos tienen apariencia similar.

## Comportamiento
La mosqueta colicorta suele atrapar insectos entre las hojas de los árboles. Ocasionalmente puede atrapar insectos al vuelo tras acecharlos permaneciendo muy quieto. Los movimientos en vuelo de este diminuto pájaro se asemejan en cierta medida a los de los insectos aunque más vigorosos. Sus repentinos cambios de dirección en vuelo hacen difícil seguirlo con la vista.

### Reproducción
Construyen su nido en forma de bola con una entrada en el lateral entretejiendo musgos y fibras vegetales. Los sitúan a alturas entre 1 y 8 metros, y nunca cerca del dosel de la selva. La hembra suele poner dos huevos blancos con motas parduzcas.

### Vocalización
Su canto consiste en repetidos «crik» o «sriip?» que pueden confundirse con los cantos de los grillos o las ranas.

## Sistemática

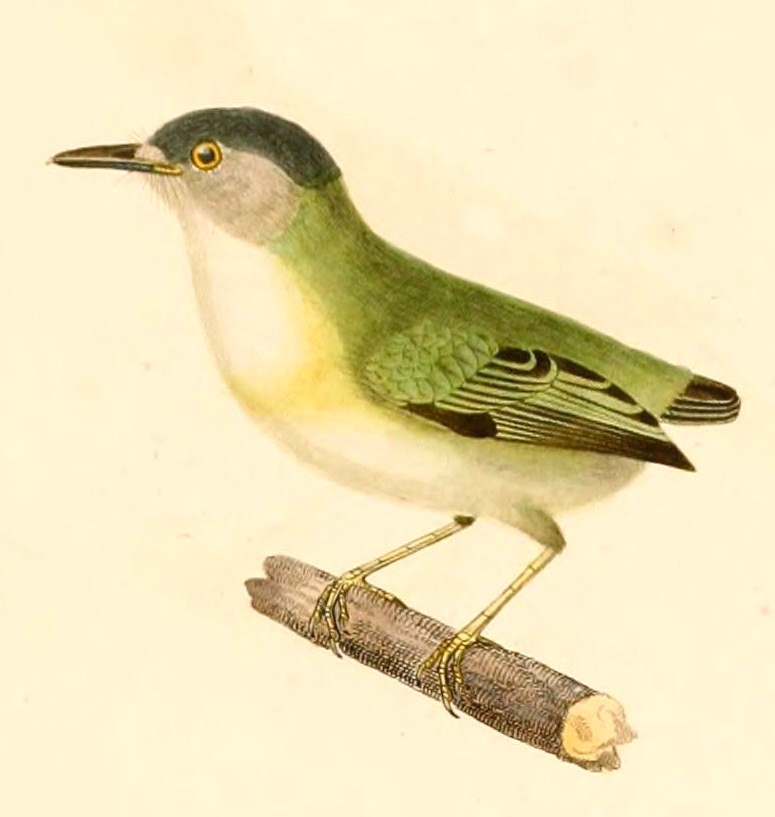
Todirostrum ecaudatum = Myiornis ecaudatus, ilustración en d'Orbigny Voyage dans l'Amérique Méridionale, 1847.

### Descripción original
La especie M. ecaudatus fue descrita por primera vez por los naturalistas franceses Alcide d'Orbigny y Frédéric de Lafresnaye en 1837 bajo el nombre científico Todirostrum ecaudatum; la localidad tipo es «Yuracarés, Bolivia».

### Etimología
El nombre genérico masculino «Myiornis» se compone de las palabras del griego «μυια muia,  μυιας muias»: ‘mosca’, y «ορνις ornis, ορνιθος ornithos»: ‘ave’; y el nombre de la especie «ecaudatus», proviene del latín moderno y significa ‘sin cola’, ‘que le falta la cola’.

### Taxonomía
Anteriormente colocada en un género separado Perissotriccus, junto con Myiornis atricapillus. Ambas fueron previamente tratadas como conespecíficas, pero difieren en varias características de plumaje.

### Subespecies
Según las clasificaciones del Congreso Ornitológico Internacional (IOC) y Clements Checklist, se reconocen dos subespecies, con su correspondiente distribución geográfica:

- Myiornis ecaudatus miserabilis (Chubb, 1919) - Venezuela (Carabobo, Mérida, Táchira, Barinas, norte de Amazonas, Bolívar), Trinidad, las Guayanas, este de Colombia (Meta) y norte de Brasil (Amapá).
- Myiornis ecaudatus ecaudatus (d'Orbigny & Lafresnaye, 1837) - Cuenca amazónica del este de Ecuador, este de Perú, Brasil (desde Amazonas hacia el este hasta Pará) y norte de Bolivia (al sur hasta Cochabamba y Santa Cruz).